# Amblygobius stethophthalmus
Amblygobius stethophthalmus és una espècie de peix de la família dels gòbids i de l'ordre dels perciformes.

## Morfologia
Els mascles poden assolir els 8,5 cm de longitud total.

## Distribució geogràfica
Es troba des d'Indonèsia fins a la Micronèsia.